# Arte severiana

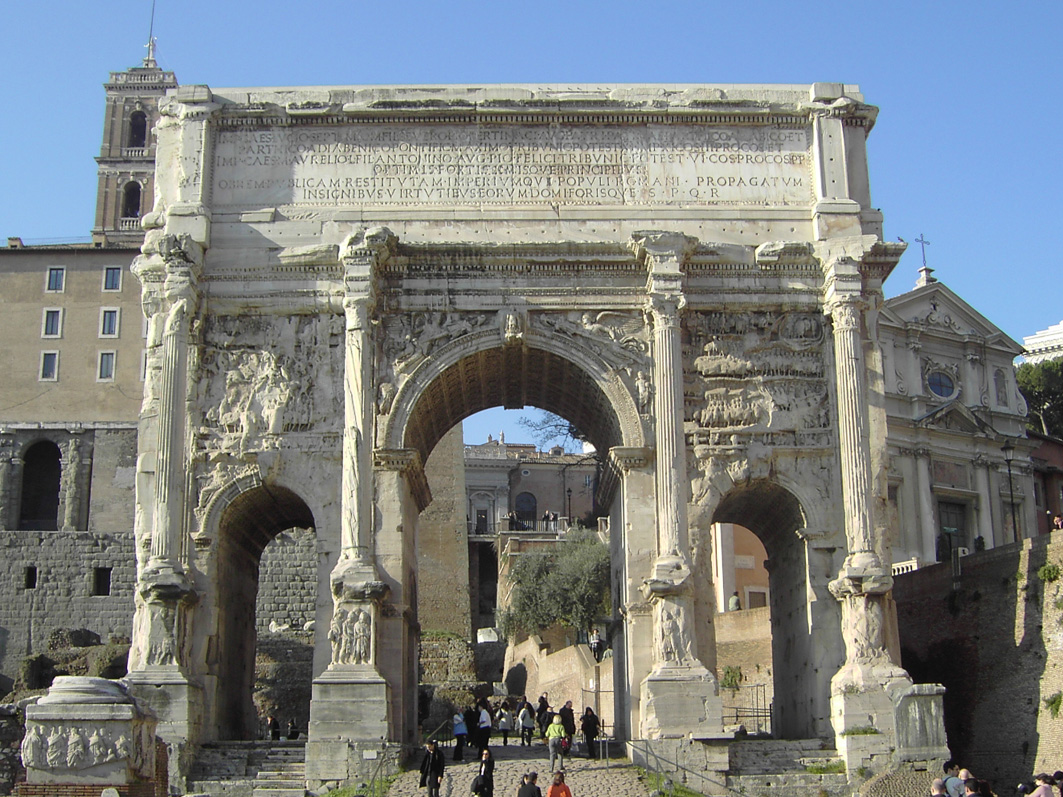
Roma, Arco di Settimio Severo

L'arte severiana è la produzione artistica dell'Impero romano sotto la dinastia dei Severi, indicativamente, dal 193 al 235, con gli imperatori Settimio Severo, Caracalla, Geta, Eliogabalo e Alessandro Severo. Anche il successivo periodo dell'anarchia militare, almeno fino a Gallieno, dal 235 al 253, mancando personalità in grado di dare un'impronta durevole all'arte ufficiale romana, può essere descritto come continuazione dell'arte severiana, arrivando a comprendere così tutta la prima metà del III secolo.
In questo periodo l'arte romana iniziò il processo che portò alla rottura dell'arte tardoantica, spartiacque tra arte antica e medievale. Alcune produzioni artistiche ufficiali videro la comparsa evidente di elementi tratti dall'arte plebea e provinciale, mentre in altri settori venne mantenuta in vita più a lungo la forma tradizionale di derivazione ellenistica, come nel ritratto, che proprio in questo periodo fiorì con capolavori di grande spessore psicologico.

## Contesto storico
Settimio Severo fu il primo imperatore della serie detta "militare", poiché salito al potere grazie esclusivamente all'appoggio delle sue legioni, sconfiggendo gli altri pretendenti appoggiati da altre divisioni dell'esercito e imponendo la sua figura al senato, che non poté fare altro che ratificare la sua carica. Il 9 giugno 193 entrò dunque vittorioso in Roma. Con queste premesse le successioni si svolsero da allora in poi quasi sempre in un clima di sovvertimento e di anarchia, con lotte molto spesso armate fra i contendenti e l'arrivo al potere talvolta anche di avventurieri senza scrupoli. La tradizione amministrativa e burocratica statale, corrotta dai favoritismi personali, si andò progressivamente allentando, accentuando la situazione di crisi.
Le contraddizioni interne, aggravate dall'urgenza dei problemi alle frontiere, minacciarono l'autorità imperiale e la sopravvivenza della società e degli assetti tradizionali precedenti, che ne uscirono profondamente sconvolti. La gran parte degli imperatori di questo periodo non fu niente più che una meteora, bloccando di fatto la possibilità di legiferare in maniera continuativa, visto il ridimensionamento di peso del Senato e la tendenza degli imperatori ad accentrare nelle proprie mani tutti i poteri considerandosi autocraticamente al di sopra di qualsiasi legge. L'esercito divenne il principale strumento della politica, fautore della fortuna di ciascun imperatore, che per questo ne diveniva "schiavo", dovendo cedere a tutte le richieste dei militari per non soccombere. La prodigalità verso le truppe aggravò ulteriormente le casse dello Stato, già impoverite dall'economia stagnante, regredita in alcune aree a livello di sussistenza (soprattutto nelle province occidentali dove particolarmente frequenti furono le incursioni nemiche). A ciò va aggiunta la penuria di schiavi, per mancanza di guerre di conquista, e la tassazione più forte, resa necessaria per far fronte alle richieste delle legioni e alle necessità per far funzionare l'apparato statale. La moneta si svalutò pesantemente, tanto che Settimio Severo dovette dare impulso alle distribuzioni in natura istituendo l'annona militare, quota fissa dei raccolti (indipendentemente dalla quantità dei raccolti) da destinare allo Stato.
Sotto Settimio Severo e poi Caracalla ed Eliogabalo avvenne una forte orientalizzazione della vita romana, con l'introduzione, tra l'altro, di culti misterici e orgiastici, che sfruttavano le esigenze di evasione mistica e irrazionale dal presente allora molto sentite e già coalizzate dallo stoicismo e dal Cristianesimo, seppure con un'attitudine meno elitaria.

## Scultura

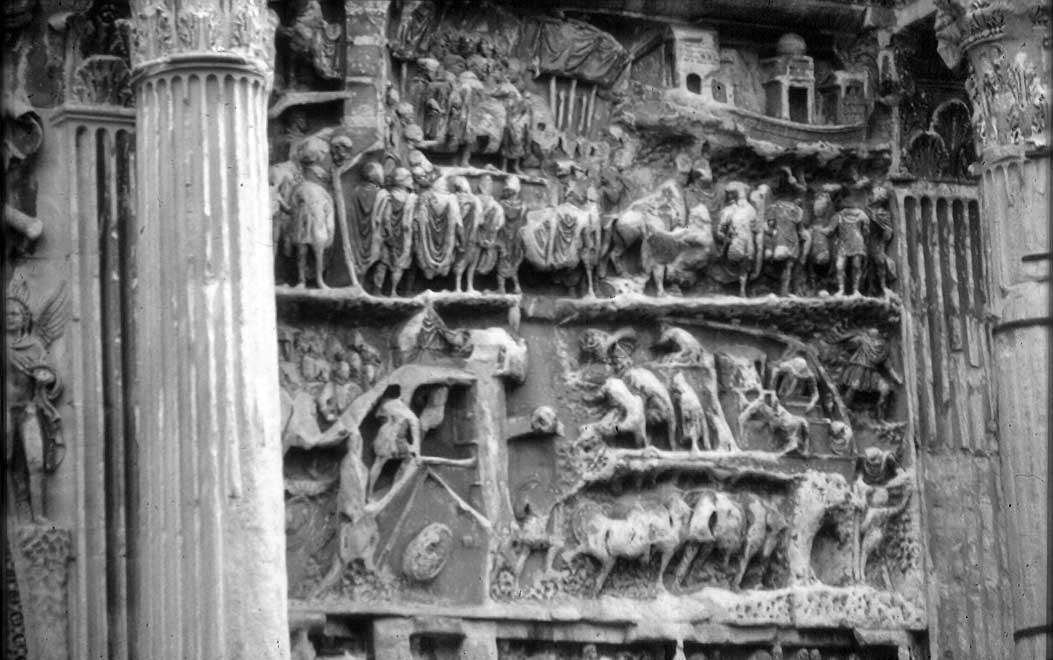
Arco di Settimio Severo, Roma, rilievo dell'Assedio e presa di Ctesifonte

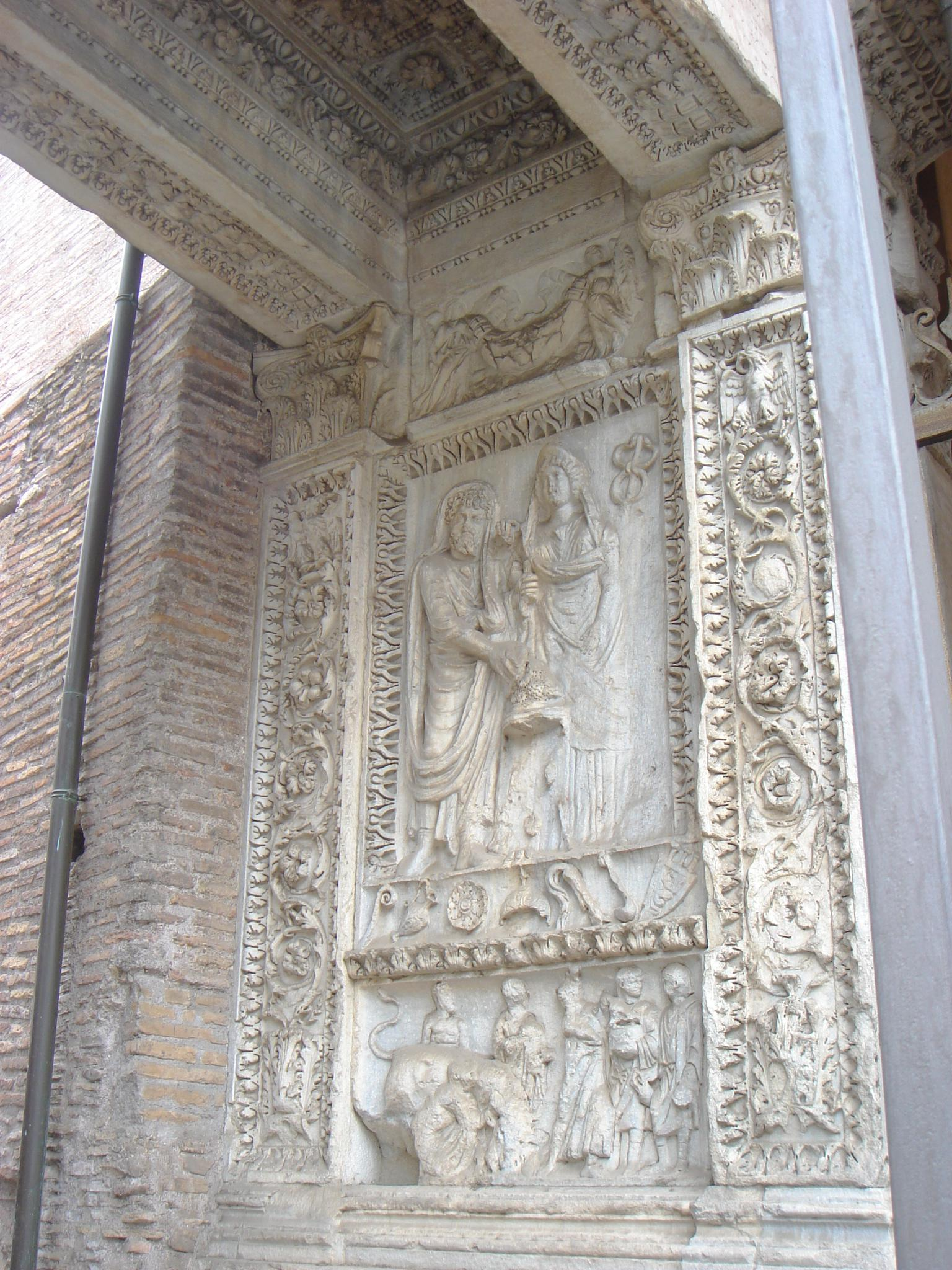
Rilievi dell'Arco degli Argentari, Roma

Le opere di maggiore importanza nell'arte ufficiale severiana furono l'Arco di Settimio Severo nel Foro Romano (eretto per il trionfo partico del 203); il Foro, la basilica e l'Arco di Leptis Magna, città natale dell'imperatore (conclusi entro il 216); l'arco degli Argentari a Roma, eretto in onore dell'imperatore dai banchieri del Foro Boario nel 204.

### Leptis Magna
C'è una notevole differenza tra i monumenti romani e quelli africani: i primi più espressionistici e realistici, i secondi più aulici e classicheggianti. Ciò è dovuto con tutta probabilità alle diverse maestranze che curarono i monumenti e la loro decorazione, piuttosto che a una mirata scelta di gusto. A Leptis Magna dovevano essere attivi artisti greco-orientali a dirigere le maestranze locali, inoltre si è arrivati a ipotizzare con una certa sicurezza che alcune parti architettoniche arrivassero già decorate dalle officine artistiche in prossimità delle cave del marmo in Bitinia e nella Caria, con particolare predominanza dell'officina di Afrodisia, il che spiegherebbe la straordinaria somiglianza di questi ornamenti con lo stile e la tecnica allora in voga nell'Asia Minore. Il resto delle decorazioni di Leptis (la grande maggioranza) venne poi eseguita dalle maestranze locali adeguandosi a questi modelli, nonostante le alterazioni inevitabili, anche grossolane. A conferma di queste ipotesi ci sono per esempio i contrassegni con sigle di artigiani in alfabeto greco presenti su interi elementi (come le colonne del Foro con capitelli a foglia d'acqua secondo lo stile di Pergamo). I rilievi delle stesse paraste della basilica Severiana di Leptis sono tra gli esempi meglio pervenutici di ornamentazione "afrodisiense", denotando l'importazione dei vari pezzi già lavorati e inseriti in un secondo tempo nell'edificio in costruzione.

### Roma
A Roma invece è più dubbia la presenza di artisti greco-orientali e la corrente artistica prevalente è ancora legata ai modi dell'epoca di Marco Aurelio e di Commodo, con una commistione, particolarmente evidente nell'Arco degli Argentari, con gli elementi dell'arte plebea e provinciale.
Una notevole novità è rappresentata dai quattro grandi pannelli con le imprese militari di Settimio Severo in Mesopotamia dell'arco nel Foro. I modelli per tali raffigurazioni furono molto probabilmente le pitture trionfali inviate dall'Oriente e citate da Erodiano, spiegando così l'insolita costruzione compositiva per fasce orizzontali a partire dal basso. Il modellato delle figure è sommario, ma i profondi solchi di contorni, ombre e articolazioni, scavati col trapano elicoidale, animano con incisività la raffigurazione, inaugurando un linguaggio particolarmente corsivo, essenzialmente efficace, adatto a essere visto da distanza e al tempo stesso di rapida esecuzione (e quindi più economico). Il tutto era poi reso più espressivo dalla policromia. Questa tecnica ebbe poi grande fortuna per tutto il III secolo.
Nell'arco del Foro si afferma inoltre una rappresentazione della figura umana nuova, in scene di massa che annullano la rappresentazione individuale di matrice greca; anche la plasticità è diminuita. L'imperatore appare su un piedistallo circondato dai generali mentre recita l'adlocutio e sovrasta la massa dei soldati come un'apparizione divina.

### Ritratti

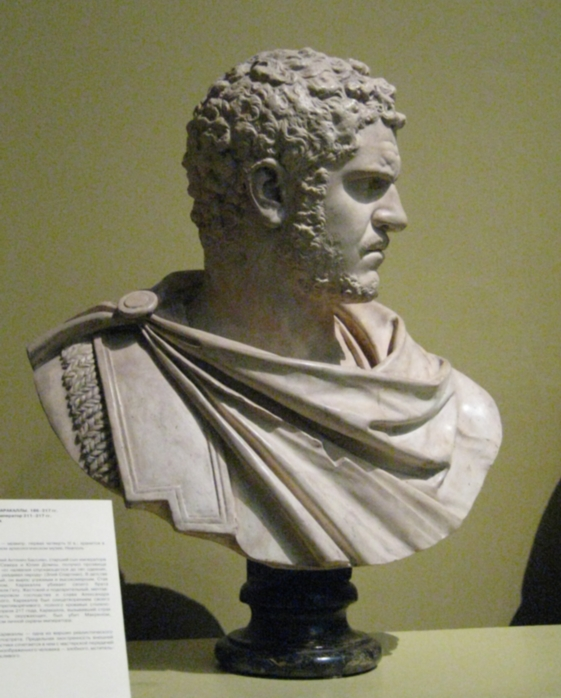
Ritratto di Caracalla con la testa girata di lato, copia del Museo Puskin, Mosca

La ritrattistica romana nel III secolo fu una delle forme artistiche più significative dell'epoca. Gli artisti, ormai liberi dai vincoli legati alla tradizione ellenistica, fissarono nel marmo nel bronzo ritratti fisiognomici con efficaci tratti psicologici, nei quali si possono leggere sia le inquietudini legate alla situazione socio-economica, sia l'espressività brutale, massiccia dei nuovi contadini e soldati italici, pannonici, illirici e traci, giunti all'apice politico dell'Impero.
Fondamentali sono i ritratti imperiali, a partire dai quali si possono delineare le principali correnti artistiche dell'epoca. La cronologia dei più importanti capolavori è:
- Ritratto di Caracalla, 211-217
- Ritratto di Severo Alessandro, 222-235
- Ritratto di Massimino il Trace, 235-238
- Ritratto di Gordiano III, 238-244
- Ritratto di Filippo l'Arabo, 244-249
- Ritratto di Decio, 251
- Ritratto di Treboniano Gallo, 251-254

Importanti anche alcuni ritratti di imperatrici, tra i quali quello dell'influente Iulia Domna, moglie di Settimio Severo e responsabile della presenza massiccia di artisti siriaci a Roma, e quello di Orbiana, moglie di Alessandro Severo, la cui pettinatura con pesanti intrecci sulla nuca fu seguita fino ai tempi della Tetrarchia.
Uscendo dalla ritrattistica ufficiale è frequente imbattersi in opere eccellenti dove traspare l'angoscia di vivere in quei tempi tragici. Anche nei ritratti di bambini e fanciulli lo sguardo vacuo, dai grandi occhi velati inseriti in teste talora quasi sferiche, sembra esprimere una sorta di doloroso stupore.
Tipica dell'epoca è la lavorazione a "incisione", con piccoli colpi di scalpello superficiali che disegnano calligraficamente i capelli corti e la peluria della barba, che andava di moda né lunga né rasata, ma tenuta corta con le forbici. Questi accorgimenti tecnici erano frequenti a Roma, un po' meno nelle province orientali. Un esempio significativo è il ritratto supposto di Gordiano III nel sarcofago di Acilia, che viene attribuito alla sepoltura dei suoi genitori.

Severo Alessandro
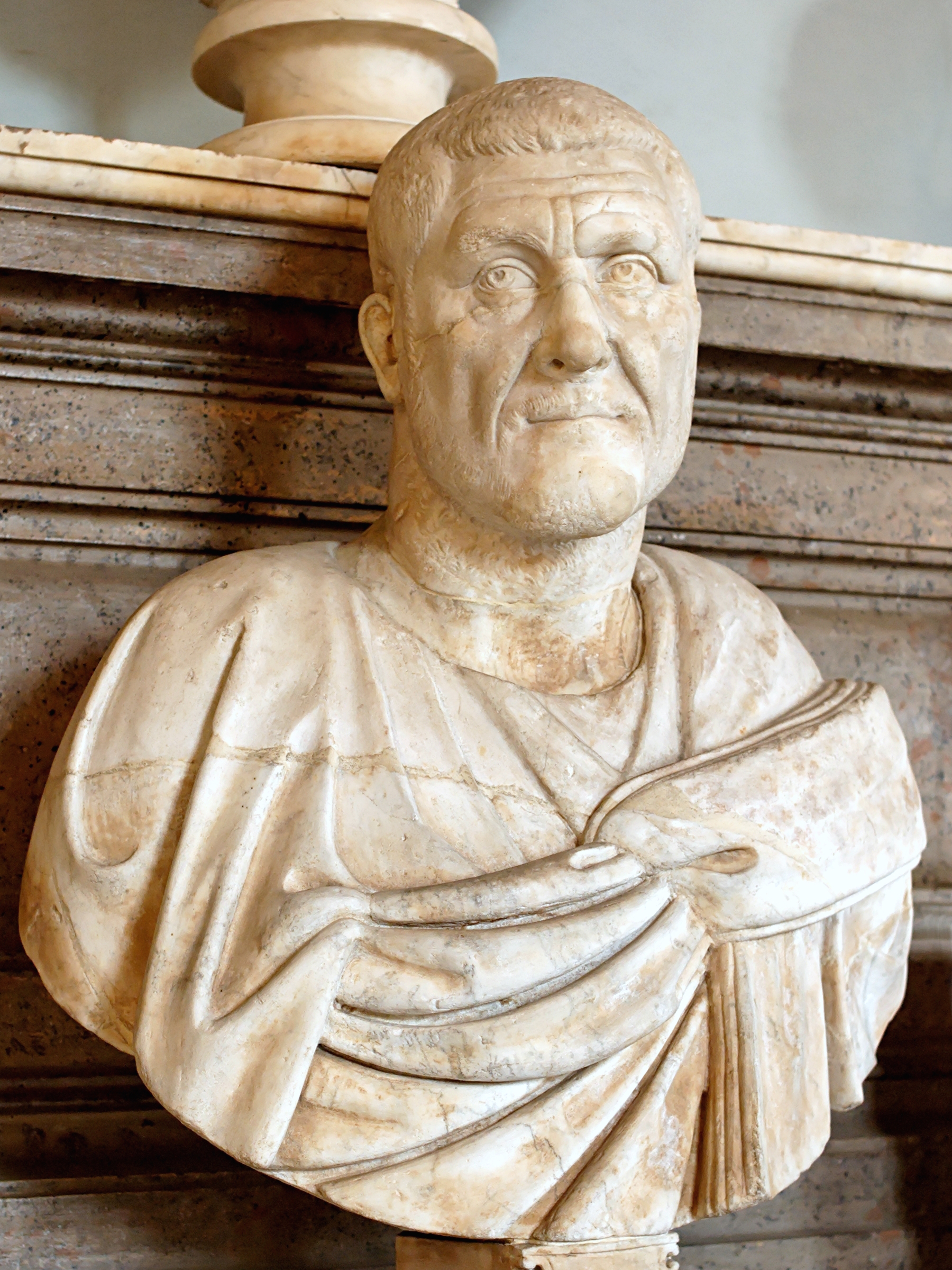
Massimino il Trace
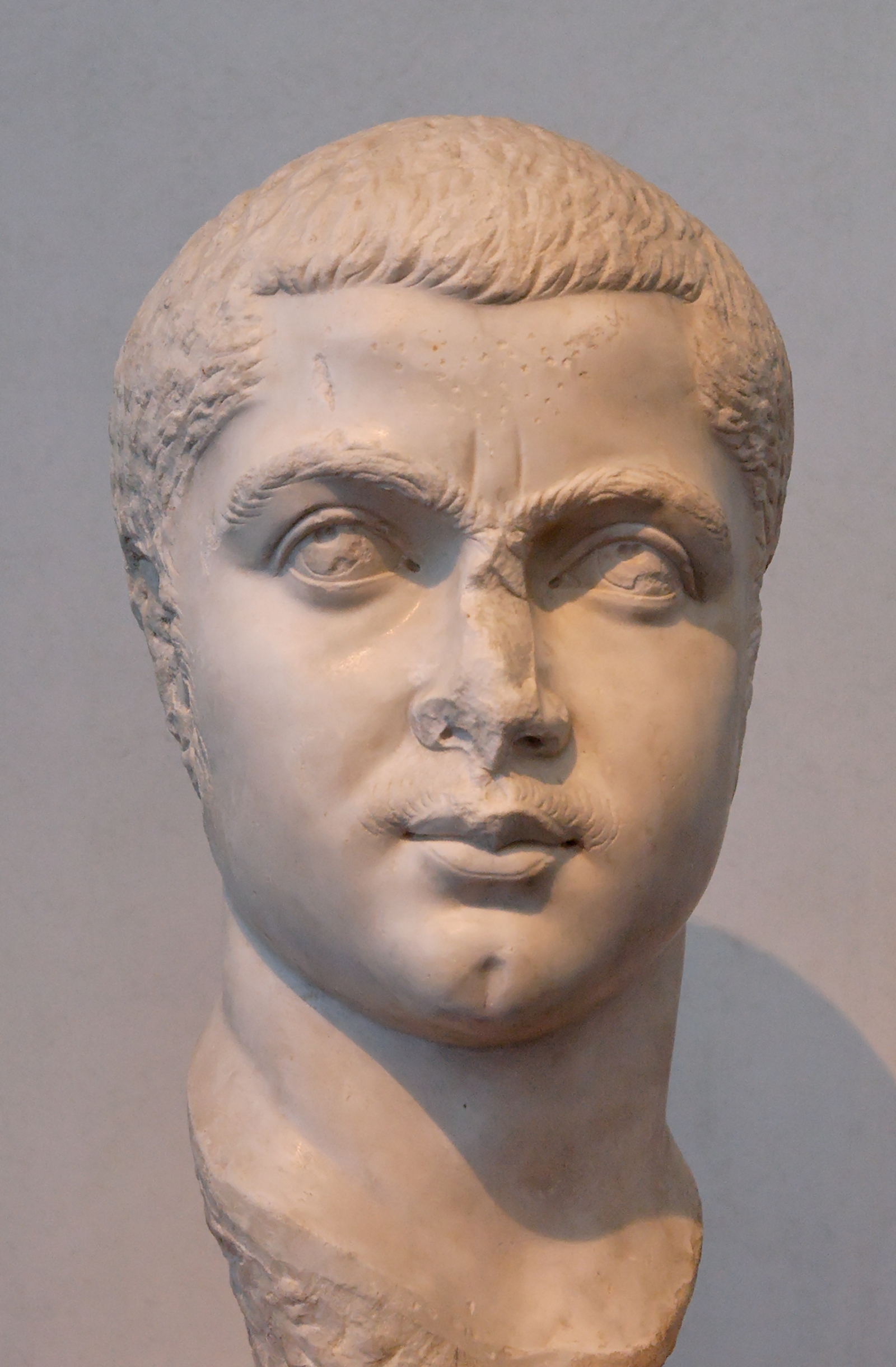
Gordiano III
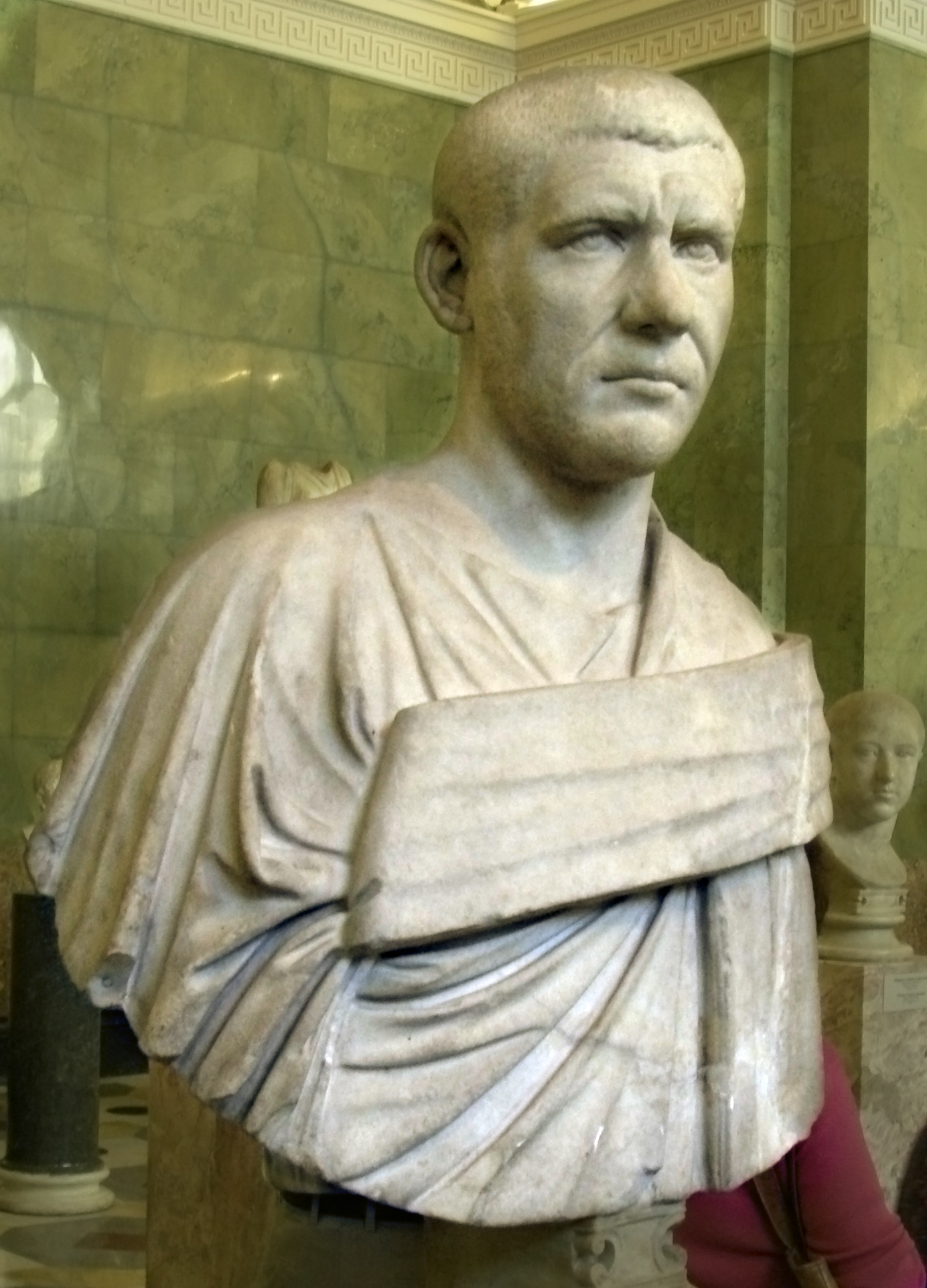
Filippo l'Arabo
Decio
Gallieno

### Sarcofagi

Il grande sarcofago Ludovisi

Molto rappresentativi dei modi artistici vigenti in quell'epoca sono anche i sarcofagi monumentali. A Roma si trovano vari esemplari importati anche dall'Asia Minore, mentre opere di fattura romana venivano esportate nelle province occidentali. Una delle opere più conosciute di questo periodo è il sarcofago Ludovisi con scene di battaglia (251), dove è stata riconosciuta in Ostiliano la figura del giovane comandante a cavallo. Tipica è la produzione di sarcofagi con scene di caccia al leone, databili tra il 220 e il 270, dal simbolismo vagamente orientale, sommato al recente concetto stoico della vita come milizia. Altre tipologie, come quella a tinozza, sono invece legate al culto dionisiaco e a una simbologia che allude alla rigenerazione dopo la morte, così come l'uva pestata dà qualcosa di migliore, il vino.
Indicativi delle ansie morali degli individui del tempo sono anche i sarcofagi dove i defunti erano raffigurati come filosofi o come muse, entro un corteo di pensatori. Questo sottintendeva all'immagine ideale dell'homo spiritualis presente negli scrittori del tempo e tipica della classe senatoria. Da queste rappresentazioni, nate in un contesto fortemente ancorato al paganesimo, nasceranno le tipologie di sarcofagi criptocristiani della fine del III secolo, col filosofo in cattedra che rappresenta Cristo, e la processione dei filosofi che più tardi farà da modello per l'iconografia degli apostoli.

### Rilievi architettonici

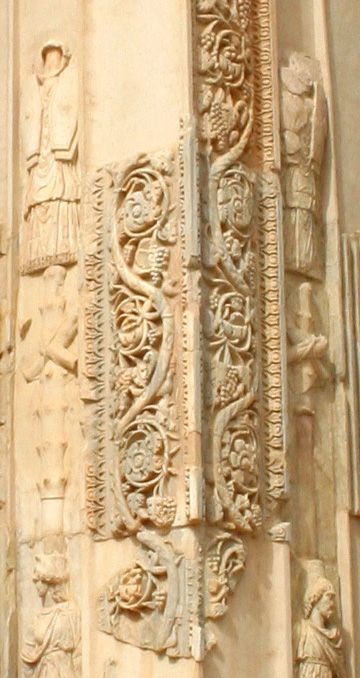
Rilievi architettonici sull'arco di Leptis Magna

Nei rilievi architettonici si può infine rintracciare in questo periodo l'origine di quel modo di intagliare in profondità i contorni, isolando i singoli elementi vegetali riducendone al tempo stesso il rilievo plastico, come grandi pitture con zone d'ombra create in negativo dai solchi. Questa tendenza si riscontra sia a Roma che a Leptis Magna ed ha precise corrispondenze con pezzi della scultura ornamentale di Afrodisia; da essa si svilupperà in seguito il gusto per la "trina" marmorea che ebbe ampio uso nel VI secolo nell'arte bizantina di Costantinopoli e di Ravenna.

## Architettura
A Roma, dopo l'incendio del 191, sotto Commodo, iniziò una nuova fase di lavori, sotto i Severi: fu ricostruito il Tempio della Pace, gli Horrea Piperiana, il Portico di Ottavia; si aggiunse un'ala al palazzo imperiale sul Palatino, con una nuova facciata monumentale verso la Via Appia, il Settizonio; furono innalzati l'arco di Settimio Severo e le terme di Caracalla, l'edificio più imponente e tra i meglio conservati della Roma imperiale. Sempre all'epoca di Caracalla venne costruito quello che forse era il tempio più grandioso della città, quello di Serapide sul Quirinale.
La pianta marmorea incisa sotto Settimio Severo su un muro del Tempio della Pace e in parte pervenutaci ci dà una rappresentazione planimetrica della Roma di quegli anni.

## Pittura
Per la pittura, oltre ad avere scarso materiale pervenutoci, si possono ipotizzare solo datazioni ipotetiche, ricavate dallo studio dello stile di alcuni ritratti del Fayyum nei quali si nota una semplificazione dei piani, una maggiore evidenza dei contorni e un'intensità fissa dello sguardo accentuata dagli occhi particolarmente grandi. Queste caratteristiche, ben diverse dalla ricca plasticità dell'epoca antoniniana, troverebbero riscontro nei ritratti di fanciulli e giovanetti prodotti a Roma, tutti attribuibili al periodo dell'anarchia militare.

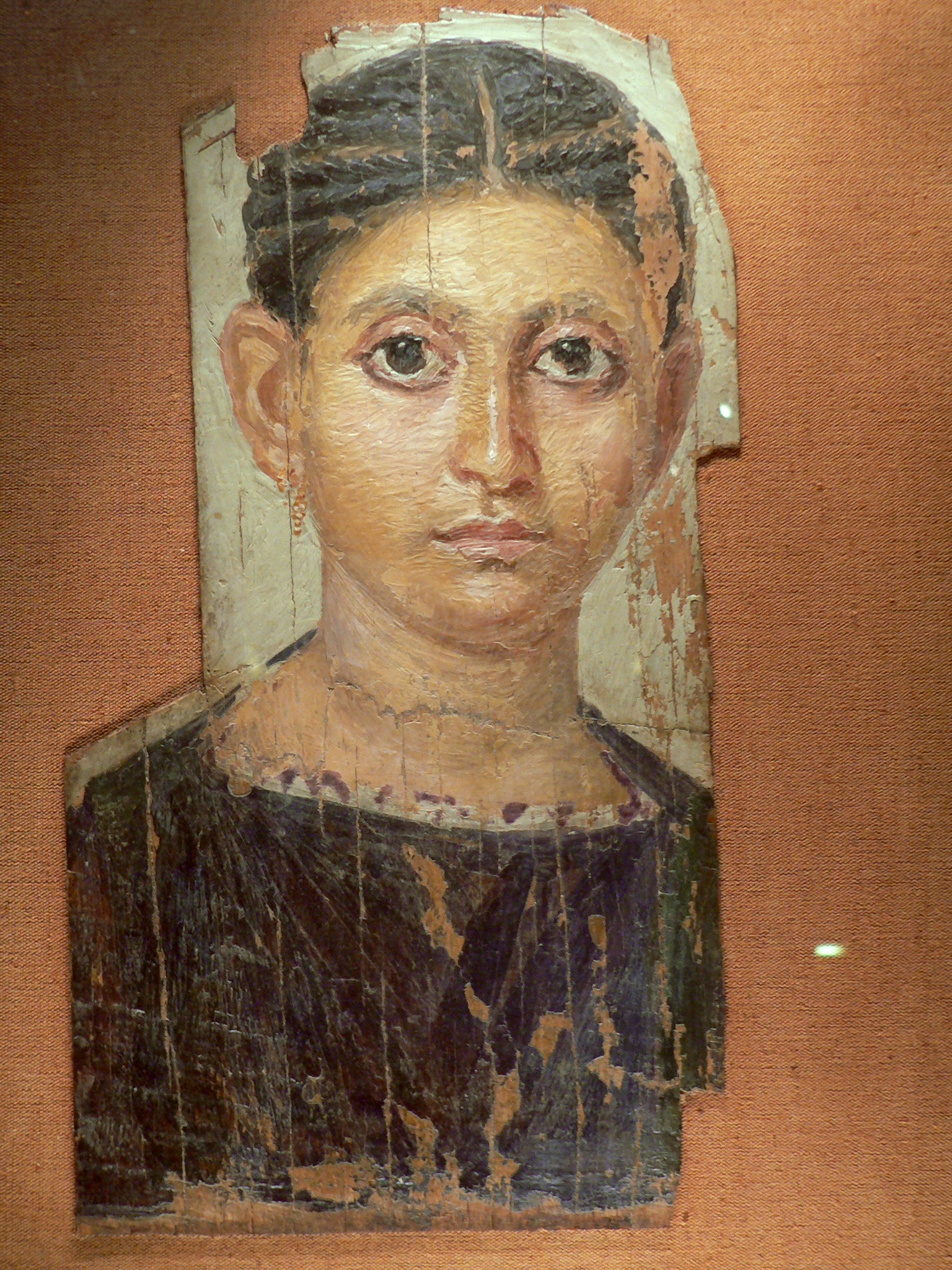
Ritratto del Fayyum
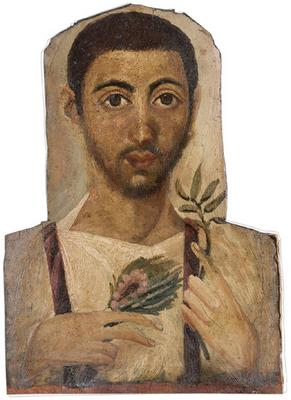
Ritratto del Fayyum
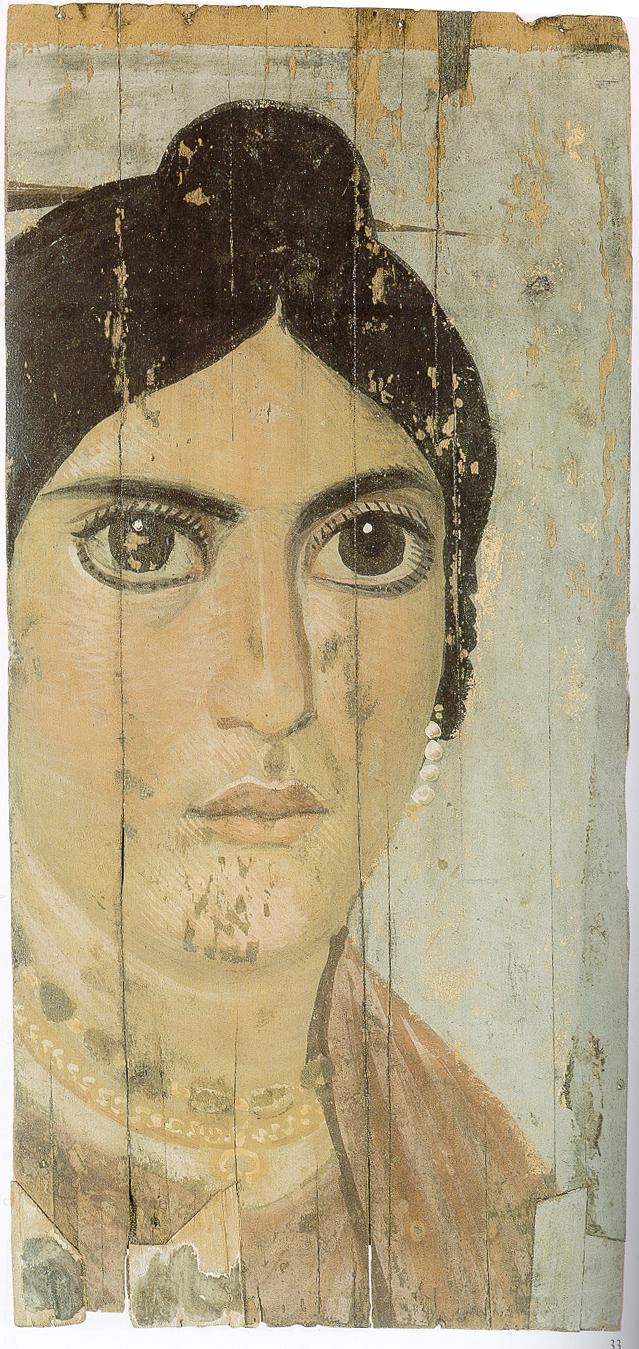
Ritratto del Fayyum
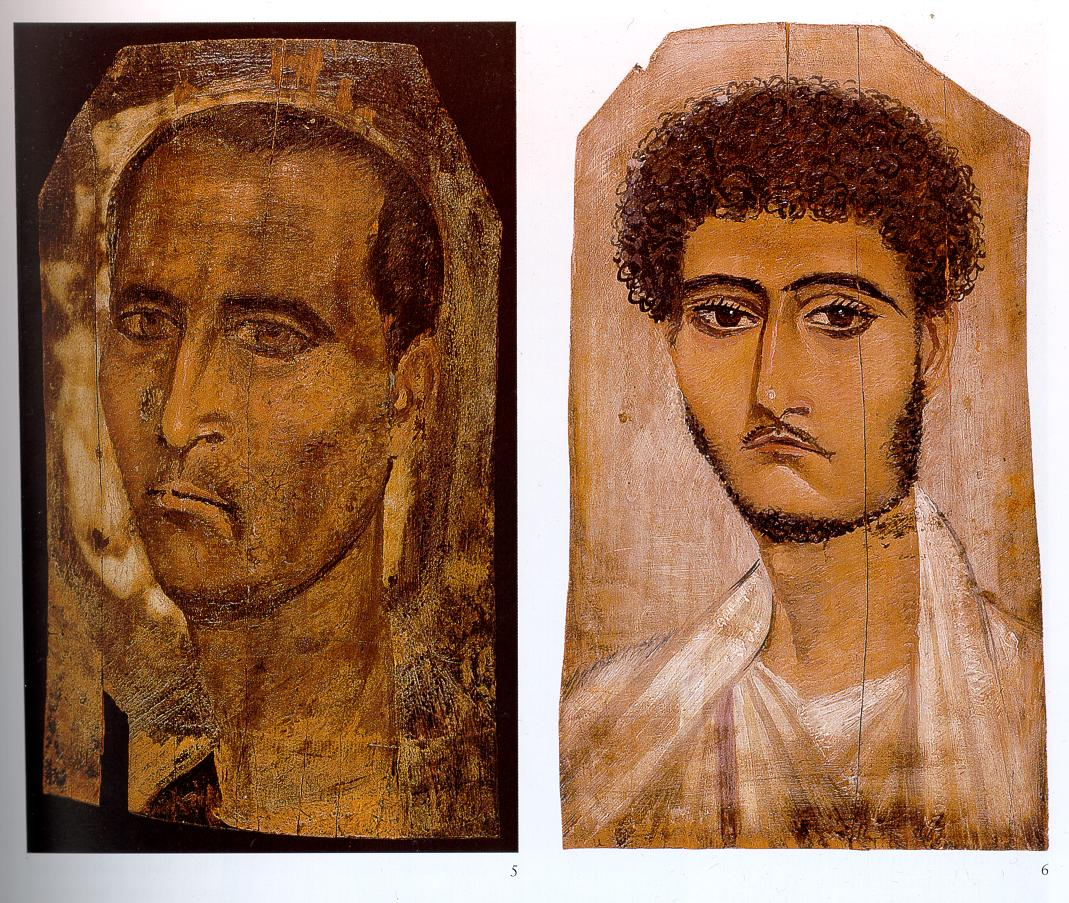
Ritratti del Fayyum